# Фабро Скало (Терни)
Фабро Скало је насеље у Италији у округу Терни, региону Умбрија.
Према процени из 2011. у насељу је живело 1614 становника. Насеље се налази на надморској висини од 247 м.